# Grande Ordem de Franjo Tuđman
A Grande Ordem de Franjo Tuđman (em croata:  Velered predsjednika Republike Franje Tuđmana), ou oficialmente a Grande Ordem do Presidente da República Franjo Tuđman com Faixa e Estrela da Manhã (Velered predsjednika Republike Franje Tuđmana s lentom i Danicom), é a quinta mais alta ordem estatal da Croácia. É concedido aos cidadãos croatas como uma expressão do mais alto reconhecimento da República da Croácia pela promoção dos interesses nacionais e estaduais da Croácia em casa e no exterior, especialmente pela promoção da unidade cívica e nacional, da soberania e dos valores espirituais do povo croata. É concedido pelo Presidente da Croácia. A ordem tem uma classe. Recebeu o nome em homenagem ao primeiro presidente da Croácia, Franjo Tuđman. 

## Destinatários
- 2019 - Franjo Kuharić (postumamente) [3]